# Szovjetszkajai járás
A Szovjetszkajai járás (oroszul: Советский муниципальный район) Oroszország egyik járása a Rosztovi területen. Székhelye Szovjetszkaja.

## Népesség
- 2002-ben 7 449 lakosa volt.
- 2010-ben 6 692 lakosa volt, melyből 5 936 orosz, 205 dargin, 97 csecsen, 93 kazah, 73 ukrán, 69 örmény, 54 fehérorosz stb.